# Puzzle (Album)
Puzzle (italienisch für „Puzzle“) ist das sechste Studioalbum der italienischen Rocksängerin und Songwriterin Gianna Nannini. Es erschien im Jahr 1984 bei dem Plattenlabel Ricordi.

## Hintergrund
Im Jahr 1984 brachte Gianna Nannini ihr sechstes Studioalbum Puzzle heraus. Das aus acht Titeln bestehende Studioalbum wurde von Nannini selbst in Zusammenarbeit mit Conny Plank, der auch als Autor fungierte, produziert. Nannini war zudem an allen Titeln als Autorin beteiligt. Beim Schreibprozess bekam sie dabei unter anderem von Raffaella Riva und Mauro Paoluzzi Unterstützung. Es ist ihr erstes Album, das sich in allen D-A-CH-Ländern platzieren konnte.
Das Frontcover zeigt Nannini gekleidet in einem Seemannsanzug vor einem blauen Hintergrund.

## Titelliste
| Nr. | Titel        | Autor(en)                                                   | Produzent(en)               | Länge |
| --- | ------------ | ----------------------------------------------------------- | --------------------------- | ----- |
| 1.  | Kolossal     | Gianna Nannini, Raffaella Riva                              | Gianna Nannini, Conny Plank | 3:56  |
| 2.  | Fotoromanza  | Gianna Nannini, Conny Plank, Raffaella Riva                 | Gianna Nannini, Conny Plank | 4:27  |
| 3.  | L'urlo       | Gianna Nannini, R. Braune, Raffaella Riva                   | Gianna Nannini, Conny Plank | 4:07  |
| 4.  | Siamo ricchi | Gianna Nannini, Mauro Paoluzzi, Raffaella Riva              | Gianna Nannini, Conny Plank | 4:05  |
| 5.  | Ciao         | Gianna Nannini, Mauro Paoluzzi, Conny Plank, Raffaella Riva | Gianna Nannini, Conny Plank | 4:43  |
| 6.  | Fiesta       | Gianna Nannini, Raffaella Riva                              | Gianna Nannini, Conny Plank | 3:49  |
| 7.  | Ballami      | Gianna Nannini, Raffaella Riva                              | Gianna Nannini, Conny Plank | 4:45  |
| 8.  | Se vai via   | Gianna Nannini, Mauro Paoluzzi, Raffaella Riva              | Gianna Nannini, Conny Plank | 4:44  |

## Chartplatzierungen
| ChartsChartplatzierungen | Höchstplatzierung | Wochen |
| ------------------------ | ----------------- | ------ |
| Deutschland (GfK)        | 27 (14 Wo.)       | 14     |
| Italien (FIMI)           | 2 (27 Wo.)        | 27     |
| Österreich (Ö3)          | 13 (4 Wo.)        | 4      |
| Schweiz (IFPI)           | 1 (15 Wo.)        | 15     |

| ChartsJahrescharts (1984) | Platzierung |
| ------------------------- | ----------- |
| Schweiz (IFPI)            | 17          |